# Période interglaciaire

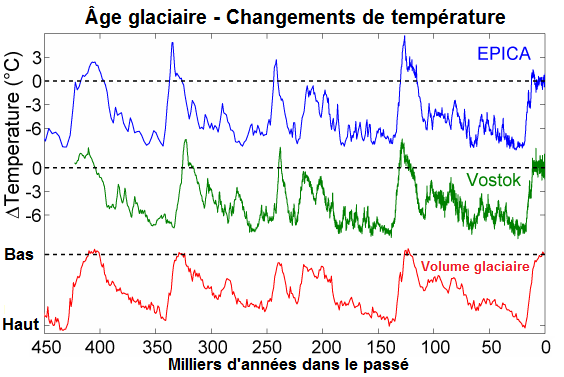
Variations des températures en Antarctique lors des derniers cycles glaciaires/interglaciaires, et comparaison avec l'évolution du volume des glaces à l'échelle mondiale.

Une période interglaciaire est une période séparant deux glaciations et durant laquelle les températures moyennes de la planète sont relativement élevées. L'Holocène, époque géologique actuelle, est une période interglaciaire. Il dure depuis la fin de la dernière période glaciaire, il y a environ 11 700 ans.

## Périodes interglaciaires du Quaternaire
Pendant les quelque 2,6 millions d'années qu'a duré le Pléistocène (2,58 Ma à 11 700 ans avant le présent), des glaciations, accompagnées d'avancées massives des glaciers en Europe du Nord et en Amérique du Nord, se sont produites à intervalles plus ou moins réguliers. Ces périodes glaciaires étaient séparées par des périodes interglaciaires. Chaque glaciation a duré quelque 100 000 ans et est marquée par d'importants changements de climat.
Pendant une période interglaciaire, le climat se réchauffe. Une végétation de climat tempéré peut reconquérir des terres auparavant couvertes par la toundra pendant qu'une partie des anciens littoraux sont ennoyés par la mer. Une hausse globale des précipitations favorise l'extension des forêts aux dépens des prairies et des savanes.

## Causes
Les changements climatiques du Quaternaire, sur des périodes allant de plusieurs dizaines à centaines de milliers d'années, sont influencés de manière significative par les fluctuations de l'énergie solaire reçue par la Terre, dues aux variations de l'orbite et de l'inclinaison de la Terre autour du Soleil. 
Ainsi, deux cycles de glaciation longs de 413 000 et 100 000 ans se corrèlent à deux cycles "courts" de 40 000 et 21 000 ans, suivant les variations (connues) de l'orbite et de la rotation terrestres (inclinaison, excentricité de l'orbite, précession et nutation). Les plus grosses planètes du système solaire, Jupiter et Saturne, sont les principales causes de perturbation des mouvements orbitaux de la Terre. Ces paramètres sont nommés les paramètres de Milanković.

### Influence de l'homme
L'augmentation des concentrations de gaz carbonique dans l'atmosphère pourrait prolonger la période interglaciaire en cours de plusieurs dizaines de milliers d'années,,,,,.

## Cycles glaciaires
La connaissance des cycles glaciaires est importante en Préhistoire pour comprendre les mouvements de peuplement et de dépeuplement des zones septentrionales de la planète selon les époques.
De 2,6 Ma à 800 000 ans avant le présent, les cycles glaciaires durent environ 41 000 ans. Puis ils s'allongent pour durer environ 100 000 ans. On n'a pas trouvé à ce jour d'explication scientifique à ce changement de rythme. Cela signifie néanmoins que la planète a connu 8 cycles glaciaires, et donc 9 interglaciaires, depuis environ 800 000 ans.

### Intercycles
Durant la dernière période glaciaire (dite glaciation de Würm en Europe alpine), à partir de 115 000 ans avant le présent, le climat a connu des fluctuations intermédiaires, connues initialement sous les appellations Würm I à IV, puis SIO 5 à 2. Le stade SIO 3 (ou Würm III) correspond à une remontée très relative des températures moyennes entre deux pléniglaciaires (SIO 4 et SIO 2).

### Interstades
À l'intérieur des intercycles se sont produites des fluctuations plus brèves qu'on appelle des interstades. La chronologie des interstades n'est pas totalement stabilisée chez les différents auteurs qui ont publié des études sur le sujet, car les instruments de datation disponibles n'avaient pas encore une précision suffisante.

## Effets sur la faune
F. Delpech (2020) constate que les périodes à climat rigoureux amènent des habitats ouverts steppiques corrélés avec une augmentation significative de la tailles des animaux et une diminution de la taille des populations ; à l'inverse, les périodes interglaciaires amènent une diminution notable des tailles des animaux et sont corrélées avec des couverts forestiers et des populations plus importantes. Elle cite le cas du Cervus simplicidens devenu très petit à l'arrivée du Würm I ancien - autrement dit, sa taille diminue pendant l'interglaciaire Riss-Würm) ; c'est également le cas du renne, de la hyène des cavernes et d'autres espèces. Pour les carnivores, elle établit un lien entre la diminution de taille et la raréfaction du gibier : « la mise en place de la forêt, qu’il s'agisse de la taïga ou de la forêt caducifoliée, entraîne toujours une baisse de la biomasse des ongulés ».